# Los viajes del viento
Los viajes del viento é um filme de drama colombiano de 2009 dirigido e escrito por Ciro Guerra. Foi selecionado como representante da Colômbia à edição do Oscar 2010, organizada pela Academia de Artes e Ciências Cinematográficas.

## Elenco
- Marciano Martínez - Ignacio Carrillo
- Yull Núñez - Fermín Morales
- Agustín Nieves - Ninz
- José Luis Torres - Meyo